# Tatarische Sprache

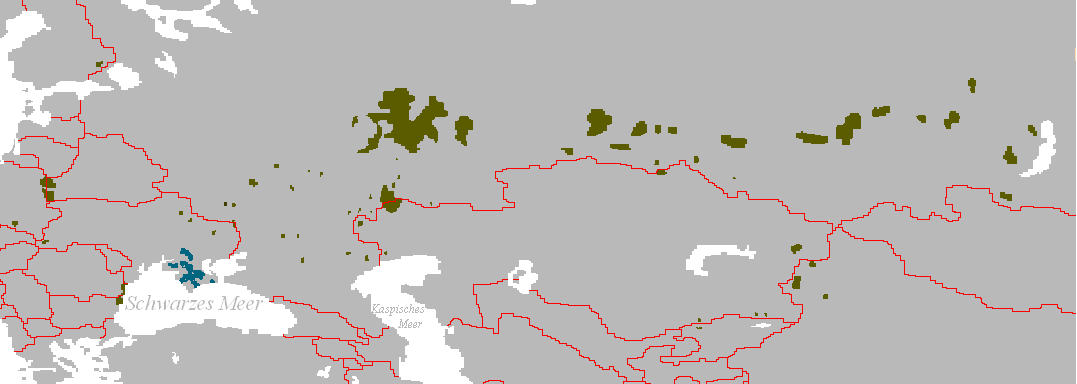
Verbreitungsgebiet der Tataren

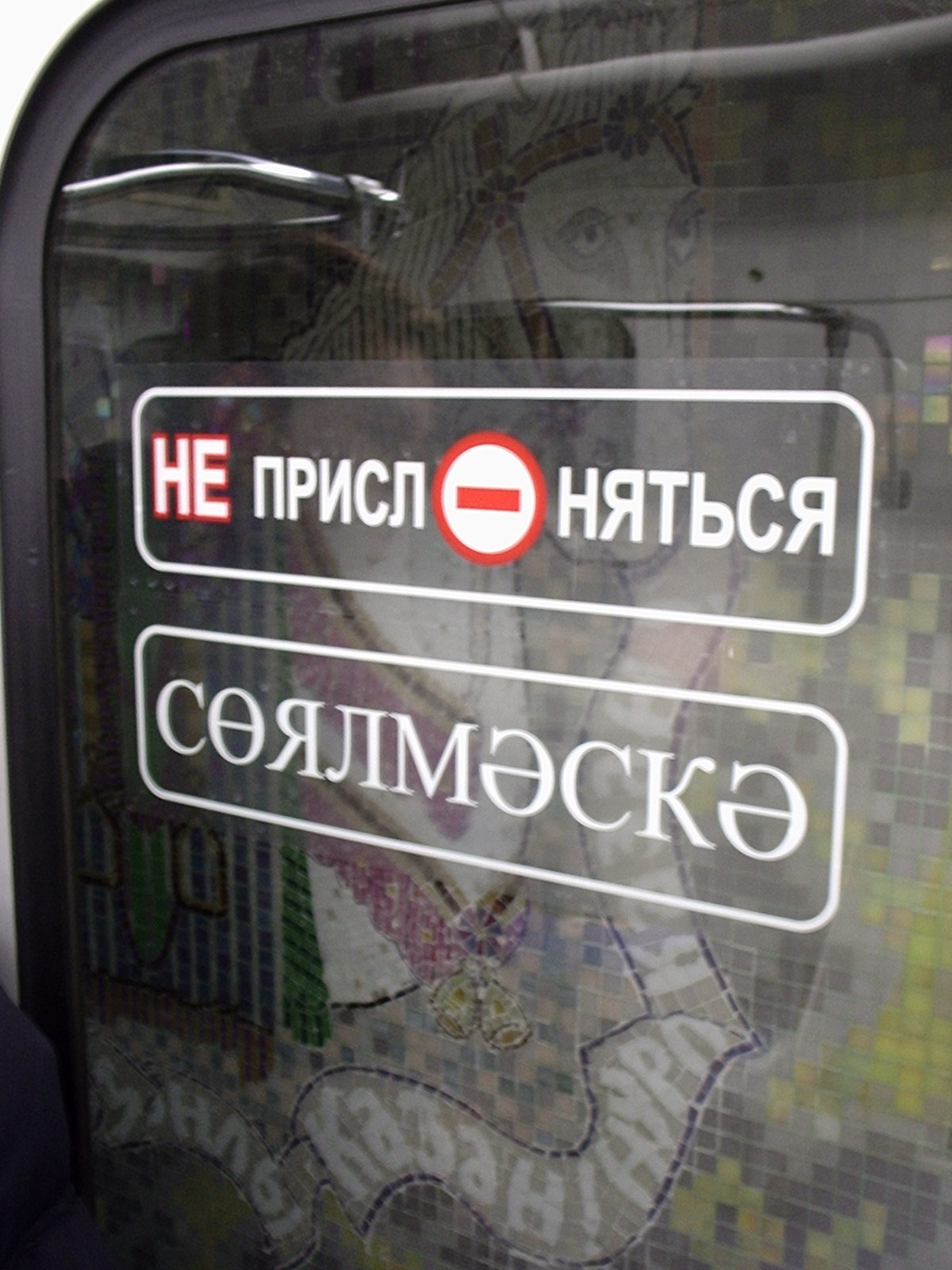
Zweisprachiger Hinweis („Nicht anlehnen“) in der Metro Kasan, oben russisch, unten tatarisch

Die tatarische Sprache (татар теле tatar tele, татарча tatarça) ist eine Turksprache. Unklar ist jedoch, ob noch heute Sprachen einer anderen  kiptschakischen Gruppe miteinbezogen werden. Die Kurzform ist Tatarisch. Tatarisch ist heute Amtssprache in der Republik Tatarstan.
Heute bezeichnet der Name „Tatarisch“ vor allem die Sprache der Wolga- oder auch Kasantataren in Russland sowie auf der Halbinsel Krim das Krimtatarische. Auf Tatarisch erscheinen verschiedenste Publikationen und Medien. So gibt es auch Fernsehen und Internetseiten in dieser Sprache.
Ein prominenter Forscher der tatarischen Sprache und ihrer Dialekte war der sowjetische  Wissenschaftler Gabdulchaj Achatow (1927–1986).

## Hauptverbreitungsgebiet
Als Hauptverbreitungsgebiet des Tatarischen gilt vor allem Russland. Dort wird die tatarische Sprache in den autonomen Republiken Tatarstan, Baschkortostan und Tschuwaschien gesprochen. Zahlreiche tatarische Sprachgruppen sind auch weit verstreut in Sibirien, in China und in zahlreichen anderen Ländern zu finden.
Historisch umfasste das Verbreitungsgebiet der tatarischen Sprache zudem das Großfürstentum Litauen, in dem sich ab dem 14. Jahrhundert die Vorfahren der heutigen polnischen, belarussischen und litauischen Lipka-Tataren ansiedelten. Gesprochen wurde von den Lipka-Tataren hauptsächlich der westliche Mischaren-Dialekt. Seit Ende des 18. Jahrhunderts gilt die tatarische Sprache auf den Gebieten des ehemaligen Großfürstentums Litauen als ausgestorben, da die Lipka-Tataren zunehmend die örtlichen Sprachen annahmen.

## Alternative Bezeichnungen
Die Sprachbezeichnung „Tatarisch“ diente früher im russischen Zarenreich als Sammelname für alle im Reich gesprochenen Turksprachen. Damit wurden fälschlicherweise auch Sprachen mit einbezogen, die linguistisch Teil einer anderen Sprachgruppe waren. Eine Differenzierung der in Russland gesprochenen Turksprachen fand erst in der Sowjetunion statt.
Verschiedentlich bezeichnen die Tataren ihre Sprache auch als „tatarisches Türkisch“ (Татар Төрекчәсе/Tatar Törekçäse), um zu verdeutlichen, dass ihre Sprache zur Sprachfamilie der Turksprachen gehört. Im türkischen Sprachgebrauch und in der türkischen Turkologie wird hauptsächlich nur der Begriff des „tatarischen Türkischen“ (türkisch Tatar Türkçesi) verwendet.

## Namensherkunft
Benannt ist das Tatarische nach einem mongolischen Stamm Tatar, der mit Dschingis Khans Truppen im 13. Jahrhundert aus der Mongolei in die Wolga-Kama-Region kam und sich dort niederließ. Die Mongolen gingen in den Folgejahren in ihrer turksprachigen Umwelt auf. Schließlich wurde ihr Name auf alle turksprachigen Bewohner der Goldenen Horde und ihrer Nachfolgereiche übertragen.

## Klassifizierungsmöglichkeiten
Tatarisch wird verschieden klassifiziert. So listet das Fischer Lexikon Sprachen (1987) das Tatarische innerhalb der Turksprachen wie folgt ein:
- Turksprachen
  - westlicher Zweig
    - bulgarische Gruppe
    - oghusische Gruppe
    - kiptschakische Gruppe
      - Kiptschak-oghusische Gruppe
      - Kyptschak-bulgarische Gruppe (Kyptschaktatarisch)
        - Tatarisch

Dagegen listet das Metzler Lexikon Sprache (1993) das Tatarische wie nachfolgend beschrieben auf:
- Turksprachen
  - Südwesttürkisch (Oghusisch)
  - Osttürkisch (Karlukisch)
  - Westtürkisch (Kiptschakisch)
    - Uralisch (Kiptschak-Bulgarisch)
      - Tatarisch

Die aktuelle Klassifikation ist im Artikel Turksprachen aufgeführt.

## Alphabete
In der Zeit zwischen dem 13. Jahrhundert und dem 15. Jahrhundert wurde das Alt-Tatarische (die von Wendt als „Kyptschaktatarisch“ bezeichnete Sprachform) mit einem arabischen Alphabet geschrieben. Im 15. Jahrhundert wurde es von einem osttürkischen Idiom, dem Tschagatai, das ebenfalls in arabischer Schrift geschrieben wurde, abgelöst.
In der Mitte des 19. Jahrhunderts wurde eine moderne tatarische Schriftsprache entwickelt, mit denen die Tataren, neben dem Tschagatai, schrieben. Die Schreibung solcher „neu-tatarischer“ Texte erfolgte im 19. Jahrhundert auf törki, einer arabischen Schrift ohne feste Rechtschreibregeln und eingeschränktem Lautumfang.
Im Jahre 1927 wurde mit dem 1926 auf dem Turkologenkongress in Baku entwickelten Jaꞑalif („Neues Turksprachiges Alphabet“) ein Alphabet aus lateinischen Buchstaben eingeführt.
Ab 1939 kam die heute übliche Schreibung mit kyrillischen Buchstaben in Gebrauch, die zugleich mit dem obligatorischen Russischunterricht eingeführt wurde.
Mit der Reformpolitik von Michail Gorbatschow wurde 1988/89 von Seiten nationalistischer Tataren kurzfristig die Wiedereinführung der arabischen Schrift gefordert. Doch sehr schnell wich man von diesem Gedanken ab, als die Regierung Tatarstans beschloss, sich über die Türkei zum Westen zu öffnen und ein lateinisches Alphabet auf der Grundlage des modernen türkischen Alphabetes zu schaffen. Tatarstan wollte in den Jahren 1989–1991 die völlige Unabhängigkeit von Russland und unterschrieb deshalb 1991 auch nicht einen neuverfassten Unionsvertrag, der den Tataren weitgehende autonome Selbstbestimmung zusicherte. Die tatarische Führung führte im Jahr 2001 dann auch ein modifiziertes türkisches Alphabet ein, das allerdings auf großen Widerstand bei der russischen Minderheit stieß. Trotzdem wurde im September 2001 allein dieses lateinische Alphabet zur Schreibung des Tatarischen offiziell verwendet. Ein Jahr später (2002) wurde dieses Lateinalphabet nochmals leicht überarbeitet.
Diese Praxis verbot das Russische Verfassungsgericht jedoch im November 2004, mit der Begründung, dass für die Einigkeit Russlands eine einheitliche Schrift notwendig sei. Seitdem werden inoffiziell das lateinische und kyrillische Alphabet in Tatarstan nebeneinander verwendet. In amtlichen Publikationen wird das Tatarische ausschließlich in kyrillischer Schrift veröffentlicht.
Gegenüberstellung des tatarischen mit dem türkischen Lateinalphabet
| • Tatarisch: | Aa | Ää | Bb | Cc | Çç | Dd | Ee | Ff | Gg | Ğğ | Hh | Xx | Iı | İi | Íí | Jj | Kk | Ll | Mn | Nn | Ññ | Oo | Öö | Pp | Qq | Rr | Ss | Şş | Tt | Uu | Üü | Vv | Ww | Yy | Zz |
| • Türkisch:  | Aa |    | Bb | Cc | Çç | Dd | Ee | Ff | Gg | Ğğ | Hh |    | Iı | İi |    | Jj | Kk | Ll | Mn | Nn |    | Oo | Öö | Pp |    | Rr | Ss | Şş | Tt | Uu | Üü | Vv |    | Yy | Zz |

| А а | Ә ә | Б б | В в | Г г | Д д | Е е | Ё ё |
| Ж ж | Җ җ | З з | И и | Й й | К к | Л л | М м |
| Н н | Ң ң | О о | Ө ө | П п | Р р | С с | Т т |
| У у | Ү ү | Ф ф | Х х | Һ һ | Ц ц | Ч ч | Ш ш |
| Щ щ | Ъ ъ | Ы ы | Ь ь | Э э | Ю ю | Я я |     |

## Dialekte
Im 13. Jahrhundert war Kyptschaktatarisch, neben dem Komanischen, „Amtssprache“ der westlichen Goldenen Horde. Es ist in sich dialektal stark gegliedert. So gibt es in ganz Russland weit verstreute Dialekte. Die wichtigsten und bekanntesten unter ihnen sind:
| - 1. der Dialekt von Astrachan - 2. der Dialekt von Kassimow - 3. der Dialekt der Mischaren (Mischär) | - 4. der Dialekt von Turinsk - 5. der Dialekt von Ischin - 6. der Dialekt von Jalutorowsk | - 7. der Dialekt von Barabinsk - 8. der Dialekt von Tobolsk und - 9. der Dialekt von Tjumen |

Nach einer anderen Ansicht weist die tatarischen Sprache nur drei Dialekte auf:
1. der westliche oder Mischaren-Dialekt (Mischar-Dialekt)
2. der Kasaner Dialekt
3. der östliche oder westsibirische Dialekt

Der Kasaner Dialekt bildet die Basis der tatarischen Literatursprache.

## Tatarische und Krimtatarische Sprache
Die Tatarische und die Krimtatarische Sprache sind zwei unterschiedliche Sprachen, welche große Ähnlichkeiten aufweisen. Beide Sprachen gehören zur Sprachgruppe der Kiptschakischen Sprachen.